# Dominik Siloský
Svatý Dominik Siloský, OSB (španělsky Domingo de Silos, asi 1000, Cañas – 20. prosince 1072, klášter Santo Domingo de Silos) byl španělský benediktinský mnich, opat a reformátor mnišského života. Katolickou církví je uctíván jako světec.

## Život
Narodil se do chudé šlechtické rodiny v Pyrenejích. Jako chlapec pásl stáda ovcí, která patřila jeho otci. V roce 1026 přijal v Cañas kněžské svěcení. Po dvou letech vstoupil do benediktinského řádu v klášteře San Millan de la Cogolla v Logroño. Zde se po čase stal převorem. Po konfliktu s navarrským králem odešel do Kastilie. Tehdejší kastilský král Ferdinand I. Kastilský jej jmenoval opatem v klášteře v Silos. Klášter tehdy materiálně i duchovně upadal. Dominik jej postupně opět pozvedl a zavedl v něm reformu po clunyjském vzoru. V klášteře byl pěstován Mozarabský ritus a klášter se stal jedním z center péče o liturgii. Dominik rovněž podporoval reformu církve ve Španělsku. Klášter v Silos měl tehdy velmi dobře vybavenou knihovnu, ve které se nacházely mimo jiné i vizigótské rukopisy.
Dominik Siloský zemřel v roce 1072.
Podle legendy, tradované v dominikánském řádu, vykonala do Silos k Dominikovu hrobu pouť Jana z Azy, která si chtěla vyprosit narození dítěte. Když se jí pak narodil syn, byl po siloském opatovi - svatém Dominikovi, pojmenován Dominik (Guzmán). Tento vymodlený syn posléze založil Řád bratří kazatelů - dominikánů. Úcta ke svatému Dominikovi Siloskému byla schválena v roce 1720. Kanonizace pak proběhla v roce 1748.